# Never Ending Story
"Never Ending Story" és la cançó principal de la versió anglesa de la pel·lícula de 1984 La història interminable. Va ser produïda i composta pel músic italià Giorgio Moroder i interpretat pel cantant pop anglès Limahl. Va llançar dues versions de la cançó, una en anglès i una altra en francès. La versió anglesa comptava amb la veu de Beth Andersen, i la versió francesa, titulada L'Histoire Sans Fin, comptava amb la veu d'Ann Calvert. Va ser un èxit a molts països, arribant al número 1 a Noruega, Espanya i Suècia, al número 2 a Àustria, Alemanya Occidental i Itàlia, al número 4 al Regne Unit, al número 6 a Austràlia i al número 6 del Billboard Adult Contemporany dels EUA.

## Composició
La cançó va ser composta per Giorgio Moroder amb lletra de Keith Forsey, encara que aquesta (i altres elements de pop electrònic de la banda sonora) no està present a la versió original en alemany de la pel·lícula, que inclou exclusivament la partitura de Klaus Doldinger.
Beth Andersen va gravar les seves paraules als EUA per separat de les de Limahl. Andersen no apareix al videoclip; la cantant de suport freqüent de Limahl, Mandy Newton, sincronitza la part d'Andersen.

## Llegat
A l'episodi final de la tercera temporada de Stranger Things, ambientat el 1985, "Never Ending Story" és cantada per Dustin (Gaten Matarazzo) i la seva xicota a distància Suzie (Gabriella Pizzolo) com una manera de retrobar-se després de no veure's durant algun temps. Després de l'estrena de la temporada el 4 de juliol de 2019, l'interès per "The NeverEnding Story" va augmentar; L'audiència del vídeo musical original havia augmentat un 800% en pocs dies segons YouTube, mentre que Spotify va informar d'un augment del 825% en les sol·licituds de reproducció de la cançó. Limahl va expressar agraïment cap a Netflix per això; tot i que no havia vist la sèrie, els seus nebots li van explicar la inclusió de la cançó i van veure clips del duet. Limahl havia trobat anteriorment un augment similar en el seu treball passat quan la xarxa va utilitzar la cançó de la seva banda Kajagoogoo "Too Shy" a Black Mirror: Bandersnatch. El juny de 2024, ITV va utilitzar un arranjament de la cançó a la seva obertura per a la cobertura del Campionat d'Europa de futbol de la UEFA de 2024.

## Llista de pistes
| - senzill 7" 1. "Never Ending Story" 2. "Ivory Tower" per Giorgio Moroder - senzill 12" 1. "Never Ending Story" (club mix) – 6:09 2. "Never Ending Story" (versió instrumental) – 5:28 - maxisenzill 12" 1. "Never Ending Story" (12" mix) – 5:17 2. "Never Ending Story" (7" mix) – 3:30 3. "Ivory Tower" (12" mix) (instrumental) per Giorgio Moroder – 5:54 | - senzill iTunes 1. "Never Ending Story" (12" mix) – 5:20 2. "Never Ending Story" (Giorgio 7" mix) – 3:31 3. "Never Ending Story" (Rusty 7" mix) – 3:54 4. "Never Ending Story" (12" dance mix) – 6:08 5. "Never Ending Story" (12" dub mix) – 5:27 6. "Ivory Tower" per Giorgio Moroder – 3:08 7. "Ivory Tower" (12" mix) per Giorgio Moroder – 5:55 |

## Personal
- Limahl - veu
- Beth Andersen – amb la participació
- Dee Harris - guitarra elèctrica
- Arthur Barrow: sintetitzadors

## Gràfics
| Gràfic (1984–1985)                           | Millor posició |
| -------------------------------------------- | -------------- |
| Alemanya Federal (Llista oficials alemanyes) | 2              |
| Austràlia (Kent Music Report)                | 6              |
| Àustria (Ö3 Austria Top 40)                  | 2              |
| Canadà Adult Contemporary (RPM)              | 3              |
| Dinamarca (IFPI)                             | 3              |
| Espanya (AFYVE)                              | 1              |
| Europa (European Hot 100 Singles)            | 8              |
| Finlàndia (Suomen virallinen lista)          | 24             |
| França (SNEP)                                | 7              |
| Irlanda (IRMA)                               | 4              |
| Itàlia (Musica e dischi)                     | 2              |
| Nova Zelanda (Recorded Music NZ)             | 28             |
| Noruega (VG-lista)                           | 1              |
| Païssos Baixos (Dutch Top 40)                | 34             |
| Païssos Baixos (Single Top 100)              | 28             |
| Portugal (AFP)                               | 3              |
| Sud-àfrica (Springbok Radio)                 | 2              |
| Suècia (Sverigetopplistan)                   | 1              |
| Suïssa (Swiss Hitparade)                     | 3              |
| UK Singles (OCC)                             | 4              |
| US Billboard Hot 100                         | 17             |
| US 12-inch Singles Sales (Billboard)         | 23             |
| US Hot Adult Contemporary (Billboard)        | 6              |
| US Hot Dance/Disco Club Play (Billboard)     | 10             |

| Gràfic (1984)                                | Posició |
| -------------------------------------------- | ------- |
| Austràlia (Kent Music Report)                | 49      |
| Àustria (Ö3 Austria Top 40)                  | 11      |
| UK Singles (OCC)                             | 48      |
| Alemanya Federal (Gràfics Oficials Alemanys) | 19      |

| Gràfic (1985)                | Posició |
| ---------------------------- | ------- |
| Sud-àfrica (Springbok Radio) | 20      |

## Certificacions i vendes
| País             | Certificació | Vendes    |
| ---------------- | ------------ | --------- |
| Regne Unit (BPI) | Plata        | 250.000 + |

## Versions
- Per a The NeverEnding Story II: The Next Chapter, la cançó va ser interpretada per Joe Milner, escoltada durant els crèdits de tancament.
- Per a The NeverEnding Story III, la cançó va ser interpretada per Real Im-Pact.[37]
- El grup pop punk nord-americà New Found Glory va versionar la cançó al seu EP de 2000 From the Screen to Your Stereo.
- El grup suec de power metal Dragonland va incloure una versió de la cançó com a bonus track a l'edició japonesa del seu àlbum de 2002 Holy War.
- El grup de J-pop E-Girls va fer una versió japonesa de la cançó el 2013.
- Shooter Jennings i Brandi Carlile van versionar la cançó a l'àlbum tribut de Jennings a Giorgio Moroder del 2016 Countach (For Giorgio).